# Sideritis ginesii
Sideritis ginesii là một loài thực vật có hoa trong họ Hoa môi. Loài này được Socorro, L.Cano & Espinar miêu tả khoa học đầu tiên năm 1990.